# Cykliczny guanozyno-3′,5′-monofosforan
Cykliczny guanozyno-3′,5′-monofosforan (cGMP) – organiczny związek chemiczny z grupy nukleotydów, cykliczny guanozynomonofosforan, zawierający grupę fosforanową łączącą pozycje 3′-O i 5′-O. Związek ten bierze udział w wielu reakcjach biochemicznych jako element transdukcji sygnału.
cGMP jest syntezowany w procesie katalizy przez cyklazę guanylową (GC) z GTP.